# Porządek ogniowy
Porządek ogniowy – zbiór przepisów przeciwpożarowych wydawanych przez władze miejskie bądź właścicieli miast. Ustalały one zasady zabezpieczania miasta przed pożarami oraz zasady walki z nimi. W Polsce pierwsze porządki ogniowe ustanawiano już w średniowieczu. Najstarszym ze znanych jest uchwalony w 1374 r. przez krakowską radę miejską.